# Tour de Romandía 1982
La 36.ª edición del Tour de Romandía se disputó del 4 de mayo al 9 de mayo de 1982 con un recorrido de 820,8 km dividido en un prólogo inicial y 6 etapas, con inicio en Meyrin, y final en Neuchâtel.
El vencedor fue el noruego Jostein Wilmann, cubriendo la prueba a una velocidad media de 38 km/h.

## Etapas[1]
| Etapa   | Recorrido                 | Km   | Ganador              |
| Prólogo | Meyrin                    | 3,3  | Rene Koppert         |
| 1.ª     | Meyrin-Ecoteaux           | 190  | Tommy Prim           |
| 2.ª     | Ecoteaux-Mayens de Riddes | 119  | Jostein Wilmann      |
| 3.ª     | Tzoumas-Lausana           | 160  | Christian Jourdan    |
| 4.ªa    | Lausana-Delémont          | 149  | Gilbert Glaus        |
| 4.ªb    | Delémont                  | 27,5 | Bernard Hinault      |
| 5.ª     | Delémont-Neuchâtel        | 172  | Jean-René Bernaudeau |

## Clasificaciones
Así quedaron los diez primeros de la clasificación general de la segunda edición del Tour de Romandía
| \| 1. \| Jostein Wilmann \| Noruega \| 21h 34'55" \| \| \| 2. \| Tommy Prim \| Suecia \| + 1'03" \| \| \| 3. \| Silvano Contini \| Italia \| + 1'33" \| \| \| 4. \| Bernard Hinault \| Francia \| + m.t. \| \| \| 5. \| Jean-Marie Grezet \| Suiza \| + 1'34" \| \| \| 6. \| Michel Laurent \| Francia \| + 2'34" \| \| \| 7. \| Robert Millar \| Reino Unido \| + 2'50" \| \| \| 8. \| Jérôme Simon \| Francia \| + 2'58" \| \| \| 9. \| Robert Alban \| Francia \| + 3'31" \| \| \| 10. \| Daniel Müller \| Suiza \| + 3'46" \| \| |                   |             |            |  |
| 1. | Jostein Wilmann   | Noruega     | 21h 34'55" |  |
| 2. | Tommy Prim        | Suecia      | + 1'03"    |  |
| 3. | Silvano Contini   | Italia      | + 1'33"    |  |
| 4. | Bernard Hinault   | Francia     | + m.t.     |  |
| 5. | Jean-Marie Grezet | Suiza       | + 1'34"    |  |
| 6. | Michel Laurent    | Francia     | + 2'34"    |  |
| 7. | Robert Millar     | Reino Unido | + 2'50"    |  |
| 8. | Jérôme Simon      | Francia     | + 2'58"    |  |
| 9. | Robert Alban      | Francia     | + 3'31"    |  |
| 10. | Daniel Müller     | Suiza       | + 3'46"    |  |